# 広島市立中広中学校
広島市立中広中学校（ひろしましりつなかひろちゅうがっこう）は、広島県広島市西区中広町三丁目にある公立中学校。

## 概要
広島県広島市のほぼ中心部に位置する。
開発が大きく進んでいる西風新都から広島高速4号線で数分の場所にある上、徒歩10分ほど歩くと横川駅があり、交通アクセスにおいて利便性が高い。卒業後の生徒の進路先が広いのが特徴である。
22学級（特別支援学級の4学級を含む）と、通級指導教室がある。（2023年度現在）

## 沿革
- 広島市中区幟町（現在）にあった新制の五中から分離し、発足する[2]。

## 校区
- 広島市立広瀬小学校の校区[3]
  - 中広町一丁目〜二丁目、中区寺町、中区広瀬北町、中区広瀬町、中区西十日市町
- 広島市立三篠小学校の校区
- 広島市立大芝小学校の校区
  - 大宮一丁目〜大宮三丁目、大芝一丁目〜大芝三丁目、楠木町二丁目〜楠木町四丁目、大芝公園、三篠北町、三篠町二丁目（1〜4番、14〜19番）、三篠町三丁目、新庄町

## アクセス
- JR山陽本線 横川駅下車、徒歩8分[4]
- 広島電鉄（7・8号線）下車、「横川駅1丁目電停」下車、徒歩5分
- 広島バス、「横川駅」バス停下車、徒歩8分
- 広電バス（7・8号線、西風新都線）「中広中学校前」下車、徒歩2分

## 著名な出身者
- 高山峻野（陸上競技選手、110mH元日本記録保持者）[5]
- 近森雄太（元社会人野球選手、2018年度東京都ベストナイン）[6]